# Terremoto de Guatemala de 2007
El terremoto de Guatemala de 2007 ocurrió el 13 de junio a las 13:29:46 hora local. El epicentro se localizó en el Océano Pacífico, al sur de Puerto Quetzal, a unos 115 kilómetros (71 millas) al sur-suroeste de Ciudad de Guatemala.
Según los informes, el sismo se sintió en Guatemala, El Salvador y partes de México. El terremoto causó un deslizamiento de tierra menor en la Carretera Interamericana, y se informó que un pequeño número de casas fueron dañadas o destruidas a lo largo de la costa sur de Guatemala, pero no hubo informes de daños mayores o víctimas.
Mientras que el USGS asignó una magnitud de 6.7 para este evento, muchas agencias sismológicas locales en Guatemala, El Salvador y Nicaragua solo registraron el terremoto en el rango 5.5-6.0. Estos cálculos son más precisos debido a las ubicaciones de los sismógrafos más cerca del epicentro, y están de acuerdo con el temblor menor informado por los residentes.
Además, el USGS acuña todos los movimientos como terremotos, mientras que en América Latina, los movimientos pequeños como este se llaman temblores (temblores).  